# Saint-Palais (Cher)
Saint-Palais è un comune francese di 642 abitanti situato nel dipartimento del Cher, nella regione del Centro-Valle della Loira.

## Società

### Evoluzione demografica
Abitanti censiti